# Дан светске баштине Африке
Проглашен на 38. седници Генералне конференције Унеска (новембар 2015.), Дан светске афричке баштине је прилика за људе широм света, а посебно за Африканце, да прославе незаменљиво културно и природно наслеђе континента.
Према Унесковом новинском чланку, 5. мај 2017. – Дан светске баштине Африке, „Африка је и даље недовољно заступљена на листи светске баштине “. Од јуна 2023, Африка има 54 културна места, 39 природних локалитета и 5 мешовитих (културних и природних) локација за укупно 98 локација, или 8,47% од укупно 1157 локација широм света. Бројни проблеми „угрожавају саме карактеристике због којих је неко добро уписано на листу светске баштине“, укључујући оружане сукобе и ратове, земљотресе и друге природне катастрофе, загађење, криволов, неконтролисану урбанизацију и неконтролисани развој туризма. Широм света, 55 локација је идентификовано као „опасна“, а 15 локација се налази у Африци.
УНЕСКО је посвећен томе да предводи међународне напоре да се искористи огроман потенцијал афричког културног и природног наслеђа као силе за смањење сиромаштва и друштвене кохезије, као и покретача одрживог развоја и иновација. Кроз овај међународни дан, УНЕСКО има за циљ да повећа глобалну свест о афричком наслеђу, са посебним фокусом на младе, и да мобилише побољшану сарадњу за њено очување на локалном, регионалном и глобалном нивоу.
Дан је установљен ради подизања свести о огромном потенцијалу афричког културног и природног наслеђа. Такође има за циљ да упозори свет на рањивост овог наслеђа: на Листи светске баштине у опасности налази се 21 афричко место.
Очување и унапређење овог наслеђа су суштински фактори одрживог развоја, једине врсте развоја која може да одговори на сложене изазове са којима се Африка данас суочава, а укључују климатске промене, изазов образовања и привреде и брзу урбанизацију.
Мобилисање локалних заједница, посебно младих, око очувања наслеђа, њихово укључивање у пројекте који вреднују њихов културни идентитет и природно окружење, један је од најбољих начина за отварање перспективе за будућност и развој. Ова мобилизација би се на крају могла показати најефикаснијом посебно кроз обуку и образовање.

## Изазови и могућности развоја
Дан светске афричке баштине је идеално време за подизање свести шире јавности о хитној потреби заштите афричког наслеђа. Ирина Бокова, генерална директорка Унеска, изјавила је да се „данас више од 23 афричка локалитета налазе на Листи светске баштине у опасности (...); сви су под претњом и ризиком да ће нестати ако не реагујемо брзо. свако има своју улогу."
Африка, колевка човечанства, и даље је недовољно заступљена на Листи светске баштине са само 131 локалитетом (12%, укључујући 90 локалитета у подсахарској Африци и 41 локалитет у Северној Африци). Опасности чине 42% свих сајтова на Листи. Заштита наслеђа на афричком континенту суочава се са бројним изазовима као што су оружани сукоби, тероризам, криволов и илегална трговина, глобално загревање и природне катастрофе, неконтролисана урбана експанзија, нерегулисани туризам и рударство и истраживање нафте.
Као одговор на ову ситуацију, Нгоронгоро декларација, која је резултат прве велике међународне конференције о афричкој свјетској баштини (јун 2016, Танзанија), потврђује да одрживи развој може осигурати да се улажу одговарајући напори за заштиту угрожених ресурса у Африци, чинећи очување наслеђа покретач одрживог развоја. Декларација такође позива „афричке државе потписнице да промовишу улогу коју жене и млади имају у очувању и управљању културним и природним наслеђем“.

## Регионални омладински форум Афричке светске баштине
Регионални омладински форум афричке светске баштине на тему „Повећање учешћа младих у промоцији и заштити афричке светске баштине“ одржан је на месту светске баштине на острву Робен у Кејптауну од 28. априла до 4. маја 2016. године. Форум је организовао Афрички фонд за светску баштину (АВХФ) у партнерству са Владом Јужне Африке и УНЕСКО-овим Центром за светску баштину, а домаћин је био Музеј острва Робен. Учесници су били укупно 27 младих из 23 афричке земље – Боцвана, Камерун, Египат, Етиопија, Гамбија, Гана, Кенија, Лесото, Либерија, Малави, Маурицијус, Мароко, Мозамбик, Намибија, Нигерија, Сејшели, Јужна Африка, Судан, Танзанија, Уганда, Замбија и Зимбабве. Укупно је било четрнаест (14) жена и тринаест (13) мушкараца.
Форуму су присуствовали и различити званичници укључујући министра туризма Јужне Африке, г-дина Дерека Ханекома који је одржао уводно обраћање на церемонији отварања, док је на церемонији затварања присуствовао заменик генералног директора за институционално управљање, који је представљао заменика министра Уметност и култура, гђа Тизвилонди Мабудафхаси. Присуствовали су и представници Високе комисије Кеније, Музеја острва Робен, Фонда за светску афричку баштину и УНЕСЦО-овог Центра за светску баштину.